# Velipojë
Velipojë, Velipoja – miasto portowe w zachodniej Albanii, w okręgu Szkodra, w gminie Velipojë. W 2001 r. liczyło 8026 mieszkańców.